# Himmerland Rundt 2015
Den 5. udgave af Himmerland Rundt blev holdt den 2. maj 2015. Løbet var en del af UCI Europe Tour 2015-kalenderen og var i kategori 1.2. Hollenderen Wim Stroetinga vandt løbet, den danske cykelrytter Asbjørn Kragh Andersen blev nummer to og Johim Ariesen blev nummer tre.